# Gare de Bergues
Ne doit pas être confondue avec la gare d'Isbergues.
La gare de Bergues est une gare ferroviaire française de la ligne d'Arras à Dunkerque-Locale, située sur le territoire de la commune de Bergues, dans le département du Nord, en région Hauts-de-France.
C'est une gare de la Société nationale des chemins de fer français (SNCF), desservie par des trains régionaux du réseau TER Hauts-de-France.

## Situation ferroviaire
Établie à 3 mètres d'altitude, la gare de Bergues est située au point kilométrique (PK) 296,772 de la ligne d'Arras à Dunkerque-Locale, juste avant le passage à niveau no 162 ter, entre les gares d'Esquelbecq et de Coudekerque-Branche.
La gare dispose de deux voies de passage, chacune desservie par un quai latéral. La longueur du quai de la voie 1 est de 212 mètres ; celle du quai de la voie 2 — contigu au bâtiment voyageurs — est de 214 mètres.

## Histoire
Le tableau du classement par produit des gares du département du Nord pour l'année 1862, réalisé par Eugène de Fourcy, ingénieur en chef du contrôle, place la station de Bergues au 23e rang, et au 58e pour l'ensemble du réseau du Nord, avec un total de 135 538,44 francs. Dans le détail, cela représente : 62 706,26 francs pour un total de 44 146 voyageurs transportés ; la recette marchandises est de 7 858,70 francs pour la « grande vitesse » et de 64 978,48 francs pour la « petite vitesse ».
En 1863, l'éclairage au gaz est installé, et sont ajoutés des voies de garage et un château d'eau.
Entre 1897 et 1954, la gare sert également de terminus à l'embranchement Rexpoëde – Bergues de la ligne de chemin de fer secondaire à écartement métrique de Hazebrouck à Hondschoote, ainsi qu'entre 1914 et 1951 à la ligne également secondaire et métrique de Bergues à Bollezeele ; ces deux lignes ont alors un terminus distinct de chaque côté de la gare.
En 1960, la gare dispose de voies de garage pour le fret, situées de part et d'autre des voies principales de la ligne. Celles-ci sont depuis désaffectées et en partie démontées ; leurs aiguillages d'accès ont été déposés.
Bergues est, en 2015, une gare de catégorie b, c'est-à-dire une gare d'intérêt régional dont la fréquentation annuelle est supérieure ou égale à 100 000 voyageurs.

## Service des voyageurs

### Accueil
C'est une gare de la SNCF, disposant d'un bâtiment voyageurs, avec guichet, ouvert du lundi au samedi et fermé les dimanches et jours fériés.
Un passage souterrain permet la traversée des voies et le passage d'un quai à l'autre. Ce dernier n'étant pas équipé d'ascenseurs, il n'est pas accessible aux personnes à mobilité réduite.

### Desserte
Bergues est desservie par des trains régionaux TER Hauts-de-France, qui effectuent des missions entre les gares de Lille-Flandres, ou d'Arras, ou d'Hazebrouck, et de Dunkerque.

### Intermodalité
Un parc à vélos et un parking sont aménagés à ses abords.
Un pôle d'échanges, desservi par les lignes 902, 903, 905, 921 et 924 du réseau interurbain Arc-en-Ciel 1, est aménagé à proximité de la gare. La ligne de bus gratuite Dunkerque – Wormhout (mise en place par la communauté de communes des Hauts de Flandre) le dessert également.

## Service des marchandises
La gare est ouverte au service de fret. Elle dessert une installation terminale embranchée (située à environ 1,8 kilomètre au sud), appartenant à l'usine Coca-Cola de Socx.

## Patrimoine ferroviaire
Le bâtiment voyageurs d'origine est toujours utilisé. Ce bâtiment sans étage, avec un fronton central, correspond au plan type standard des Chemins de fer du Nord, mais sans ailes latérales à plusieurs étages. Sa façade, dans un état proche de l’origine, est décorée de nombreux ornements.
L'ancien château d'eau, dont la partie supérieure a été détruite, est toujours présent sur le site.